# HD 181327
Désignations
HD 181327 est une étoile membre du groupe mouvant de Beta Pictoris située à environ 48,2 pc (∼157 al) dans la constellation du Télescope. Elle serait âgée d'environ 12 millions d'années et possède un disque de débris composé en partie d'eau qui pourrait être semblable à la ceinture de Kuiper.

## Présence de glace d'eau autour de l'astre
En 2025, une équipe d'astrophysiciens américains annonce avoir découvert la présence de glace d'eau dans le disque de débris de l'astre, sous deux formes ; cristalline et amorphe.
Découvert grace au spectrographe NIRSpec du James Web Telescope, cette glace entoure les particules de silicate submillimetriques qui constituent partiellement le disque.